# Vitalij Alekszandrovics Lopota
Vitalij Alekszandrovics Lopota (oroszul: Вита́лий Алекса́ндрович Лопо́та) (Groznij, Csecsenföld, 1950. szeptember 28. –) szovjet-orosz tudós.

## Életpálya
1978-ban Leningrádban a műszaki egyetemen szerzett diplomát. Tudományos munkát folytatott a lézer és elektronsugár-technológiák kutató laboratóriumában. 1985-től 1991-ig a laboratórium felügyelője. 1991-től 2009-ig a Central Research Institute RTK igazgató főtervezője. 1997. május 30-tól az  Oroszországi Föderáció elnökének tudományos, technológiai és oktatási tanácsadója. 2007-től 2014-ig az RKK Enyergija űrvállalat elnöke volt.

## Szakmai sikerek
Az orosz Akadémia tagja. Több polgári és űrkutatási elismerés tulajdonosa.